# Puellina corbula
Puellina corbula är en mossdjursart som beskrevs av Bishop och Househam 1987. Puellina corbula ingår i släktet Puellina och familjen Cribrilinidae. Inga underarter finns listade i Catalogue of Life.